# Balanspoort
De Balanspoort is een rijksmonument in Middelburg in de provincie Zeeland. Het poortgebouw is een doorgangspoort van de Balans naar het Abdijplein, het hoofdplein van de Abdij van Middelburg. 
De dubbele poort werd gebouwd midden 13e eeuw. De doorgang is overdekt door tongewelven en kruisgewelven met lage gemetselde afgeschuinde ribben. De gewelven rusten op een zuil met een knobbelkapiteel in Doornikse steen.
Het oorspronkelijke vrij liggend poortgebouw had in de eindgevels rondboognissen waarin bakstenen vensters met een rond raam die in de 15e eeuw vervangen werden door kruisramen in ledesteen. In het begin van de 16e eeuw kreeg de straatgevel een nieuwe bekleding met speklagen en een poortomlijsting in hardsteen. In 1885-1910 werden de gebouwen gerestaureerd onder leiding van de architect J.A. Frederiks. Na de brand in mei 1940 werd de oorspronkelijke dakconstructie gereconstrueerd onder leiding van ir. H. de Lussanet de la Sablonière. Het poortgebouw heeft een zadeldak en is toegankelijk via de toren van het rechter belendende gebouw. Aan de kant van het Abdijplein is de bovengevel door dammen verdeeld in halfrond verdiepte velden, voorzien van kruisramen.

## Fotogalerij

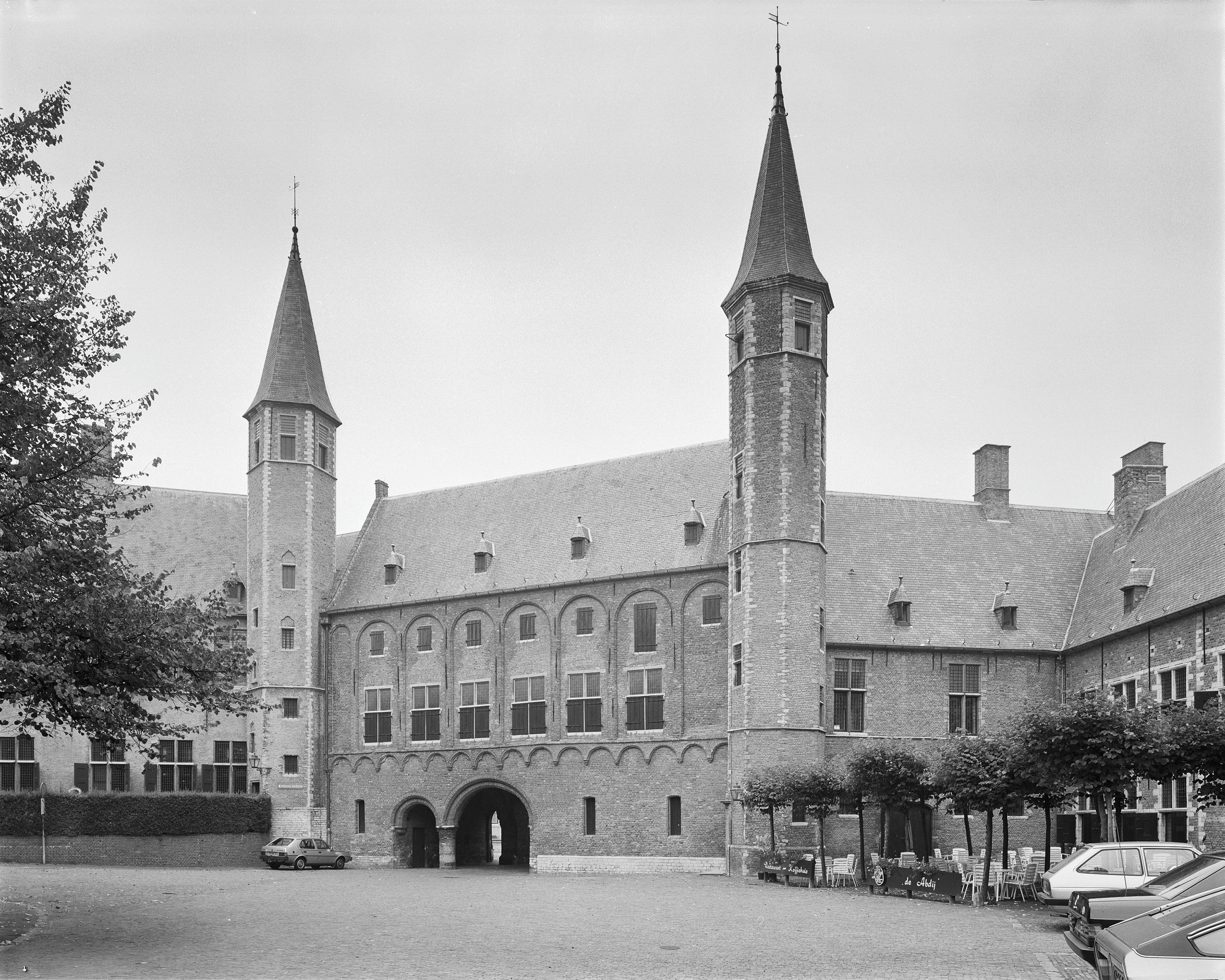
Zicht op de poort vanaf het abdijplein
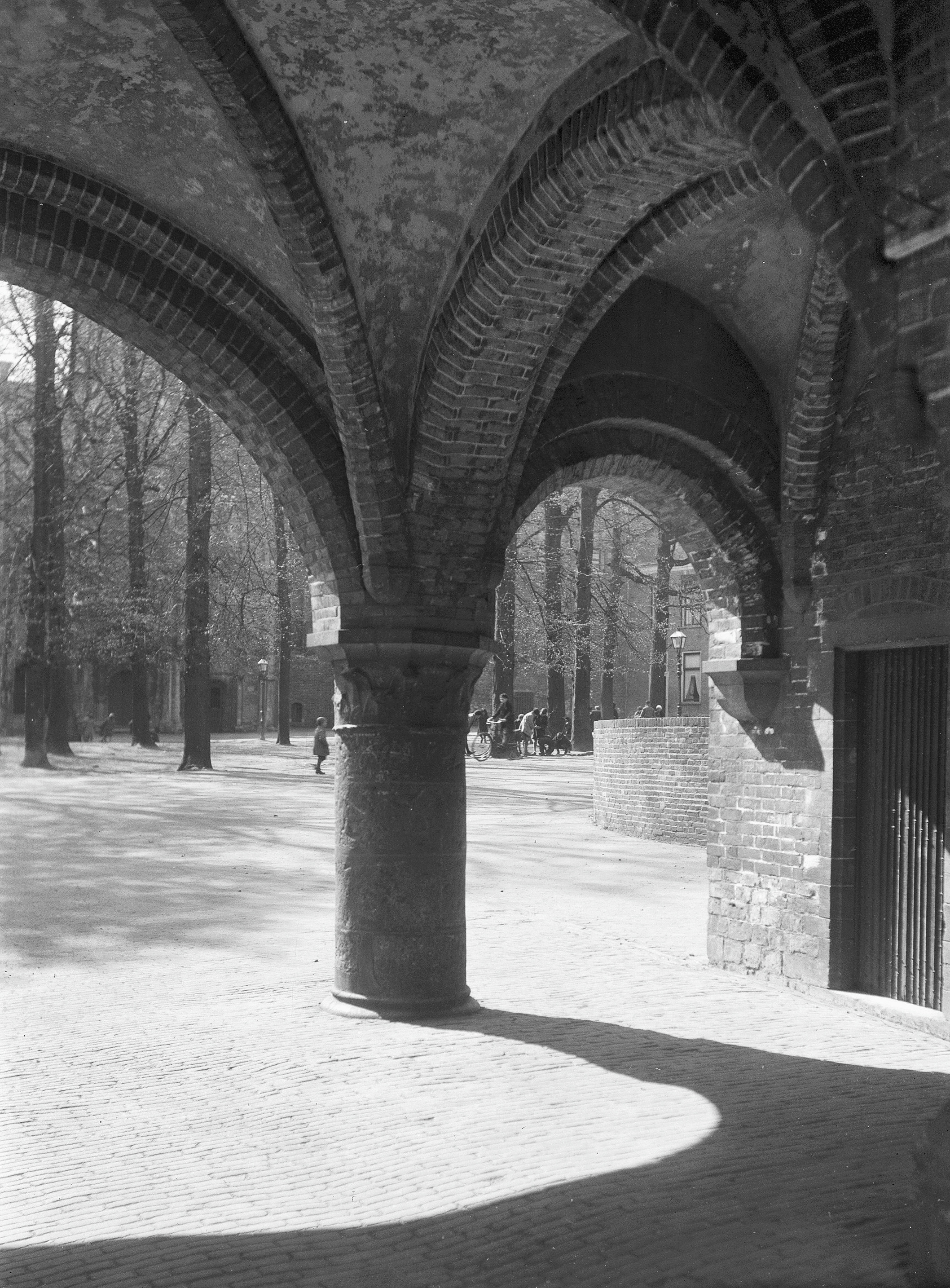
Zicht op het abdijplein vanuit de poort